# مدرسة تعليم السياقة
مدرسة تعليم سياقة هي مدرسة لتعليم المبتدئين قيادة السيارة وذلك بغرض الحصول على رخصة سياقة.

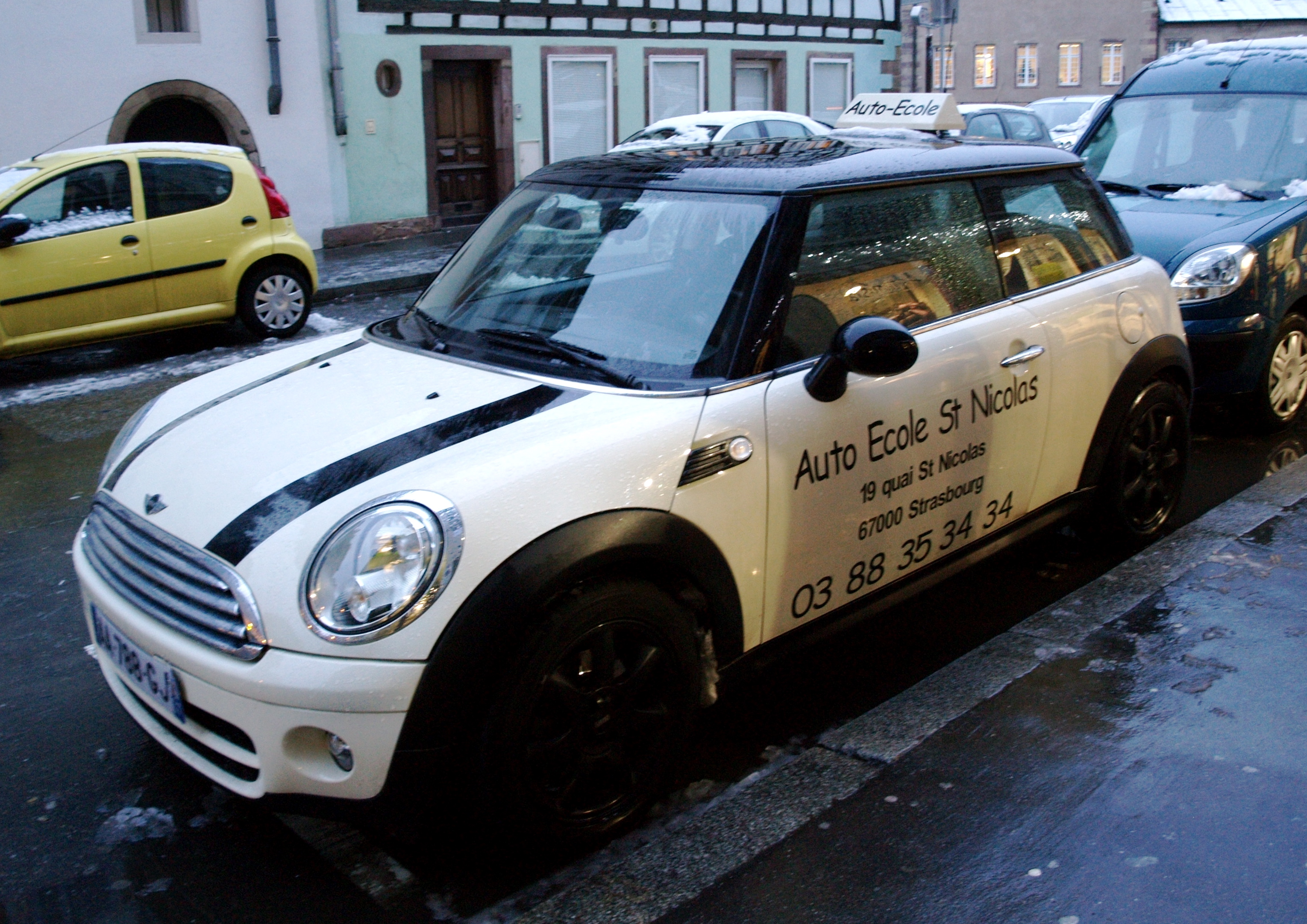
Auto-Ecole Mini

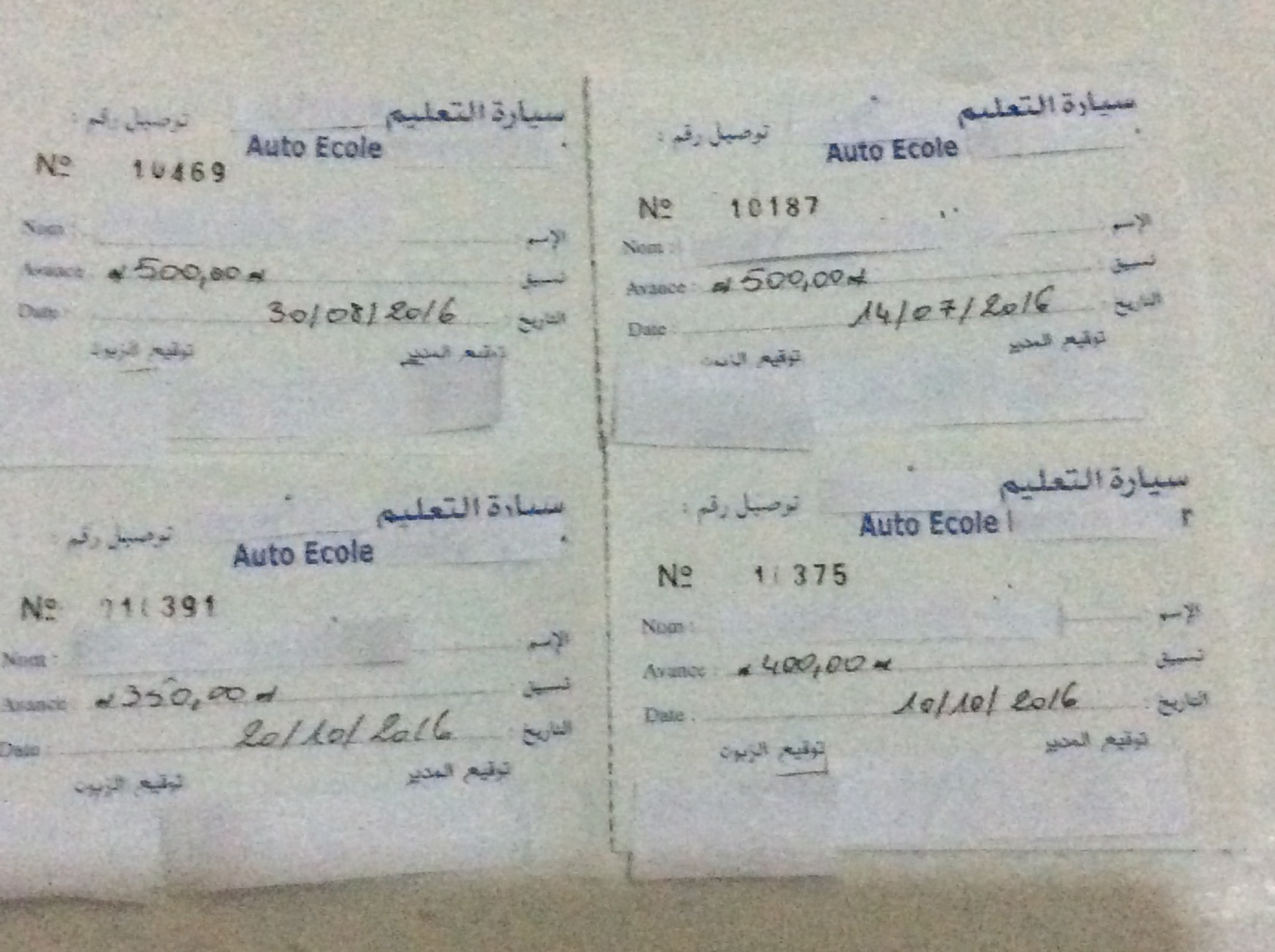
إيصالات مبلغ التسجيل في مدرسة السياقة

## المغرب
في المغرب التقدم للتسجيل في مدرسة تعليم السياقة يتم بإيداع نسخة من بطاقة التعريف الوطنية، وثماني صور فوتوغرافية شمسية ورسوم التسجيل كالتالي :
- واجبات لمدرسة التعليم بمبلغ يتراوح ما بين 2250 درهم م و 3000 درهم م
- ملف الامتحان بمبلغ 50 درهما م
- الضريبة بمبلغ 700 درهما م
- شهادة طبية لفحص البصر 150درهم
الدروس عبارة عن دروس كود السياقة وتمارين لسلاسل من الأسئلة وأوضاع السياقة في الطريق، والقوانين، بالإضافة إلى دروس تطبيقية في قيادة السيارة، تعلم ركن السيارة وإدخالها المرأب والرجوع بالسيارة إلى الخلف وقيادة السيارة في طرقات المدينة وغيره.
مدة التعليم محددة في 20 ساعة نظري و 20 ساعة تطبيقي، وفي الغالب يتم اجتياز الامتحان بعد ثلاثين يوما من التسجيل بالنسبة للكثيرين أو في فترة أكثر من ذلك.